# 컨트롤 스토어
컨트롤 스토어(control store)는 마이크로프로그램을 저장하고 있는 CPU의 제어 장치의 일부이다. 일반적으로 마이크로시퀀서에 의해 접근된다. 초기 유형의 컨트롤 스토어는 주소 디코더를 통해 접근했던 다이오드 배열 형태를 취했으나 나중에는 쓰기 가능 컨트롤 스토어(writable control store, WCS)라는 이름의, 읽기 전용 메모리의 형태에 저장된 쓰기 가능한 마이크로코드로 구현되었다. 출력은 경합 조건의 발생을 막기 위해 일반적으로 레지스터를 거쳐 이동해야 했다. 레지스터는 실행 중이었던 시스템의 클럭 신호에 의해 시간이 기록되었다.

## 참고 문헌
- Smith, Richard E. (1988). “A Historical Overview of Computer Architecture”. 《Annals of the History of Computing》 10 (4): 277–303. doi:10.1109/MAHC.1988.10039. 2006년 6월 21일에 확인함.